# 支石墓

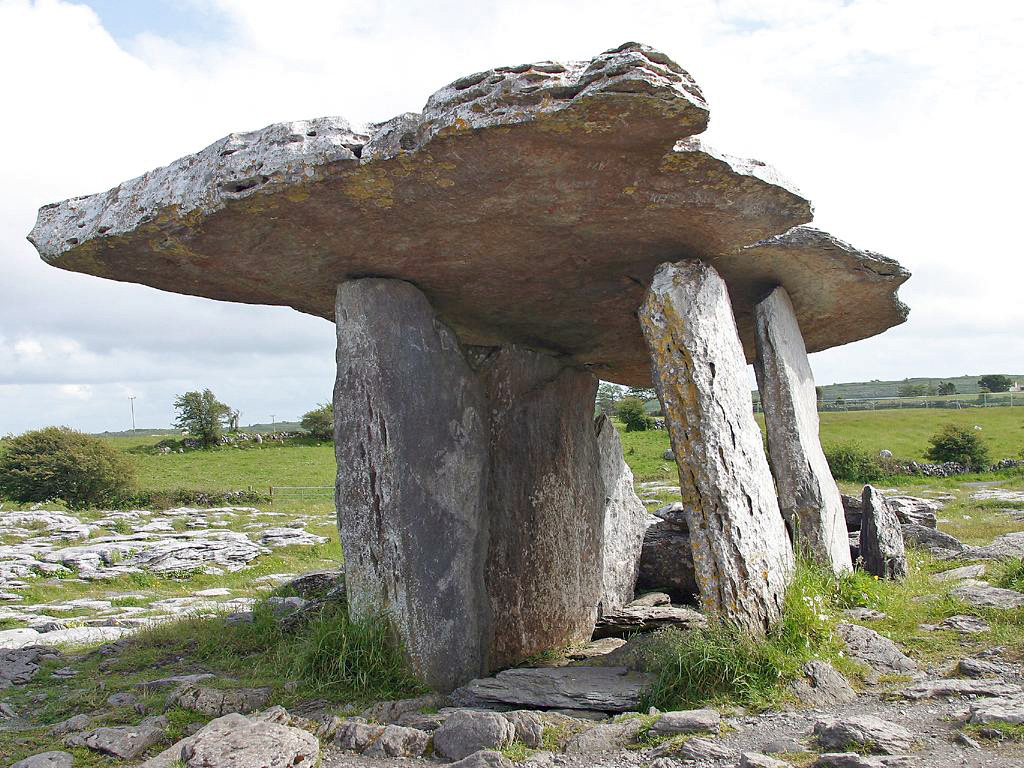
プールナブローン・ドルメン／アイルランドはクレア県北西部に広がるバレンの中にある有名なドルメン。

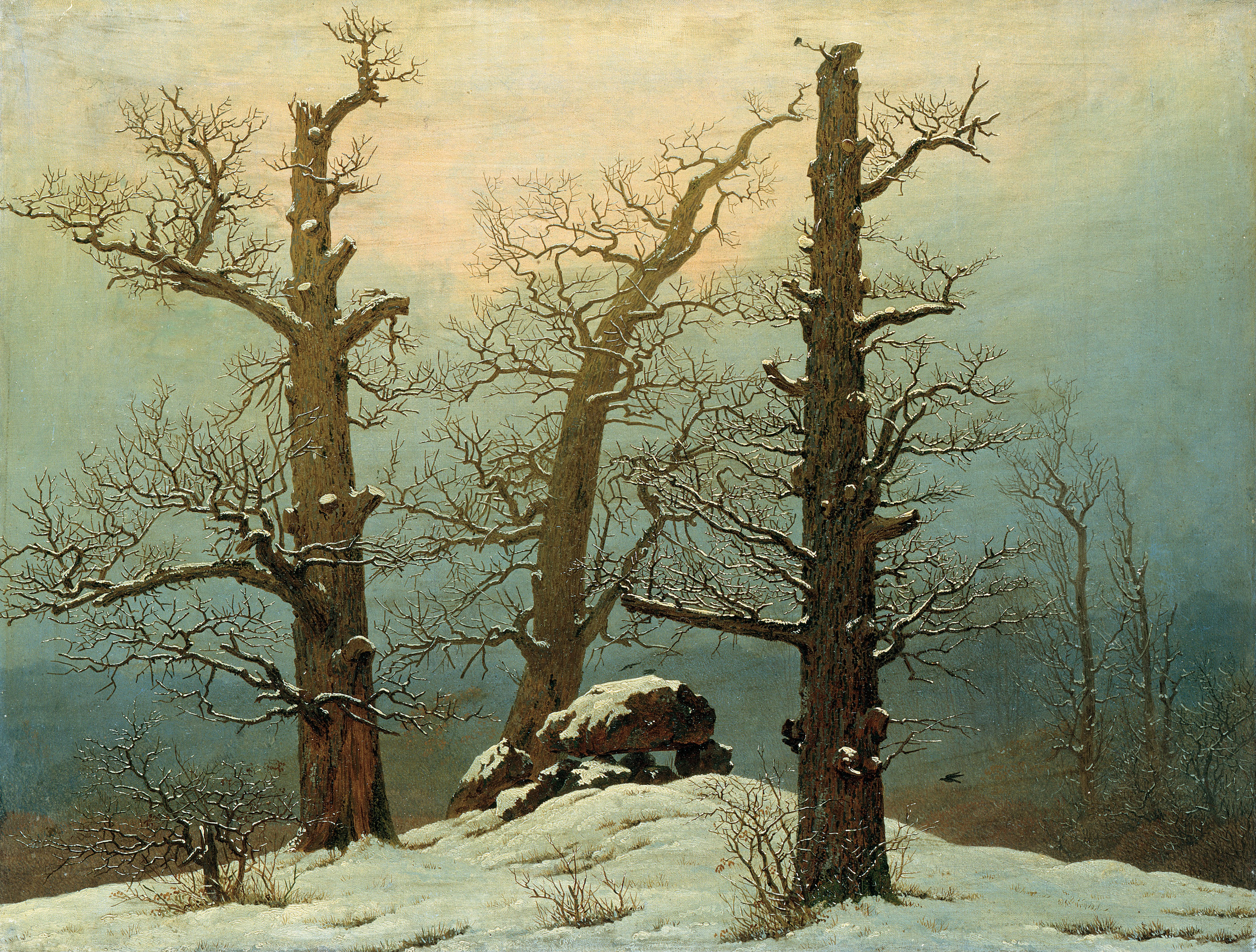
カスパー・ダーヴィト・フリードリヒ『雪の中の巨人塚』
----
『雪の中の巨石墳墓』などとも。原題 "Hünengrab im Schnee"、英題 "Cairn in Snow"。1807年の油彩画。荒涼とした冬景色の中、3本の樫の木の間にドルメンが見える。ゲルマン文化を詩情豊かに描こうとするドイツロマン主義の画家にとって、ドルメンは好画題であった。

支石墓（しせきぼ）は、ドルメンともいい、新石器時代から初期金属器時代にかけて、世界各地で見られる巨石墓の一種である。基礎となる支石を数個、埋葬地を囲うように並べ、その上に巨大な天井石を載せる形態をとる。

## 起源
支石墓という形態がもっとも早く発祥したのは、おそらく西ヨーロッパだったと考えられる。しかし、西ヨーロッパの支石墓が世界各地へ伝播したのではなく、それぞれの社会発展状況に応じて、全く別個に世界の各地域で支石墓が発祥したとする見方が非常に有力となっている。

## ヨーロッパ
ヨーロッパでは、新石器時代から金属器時代初期にかけて支石墓が建造された。その建造範囲は西ヨーロッパにほぼ限定されており、主として大西洋・北海・バルト海沿岸に見られる。紀元前4000年-3000年頃の西ヨーロッパでは、支石墓などの巨石建造物に代表される巨石文化が興っているが、農耕の伝播との関連性を指摘する説が有力である。
紀元前6500年-4500年にかけてヨーロッパ全域に農耕が普及しているが、農耕の開始に伴い特に大西洋沿岸で人口増加が顕著となり、社会的不平等が生じた。そして、上級階層の墓制としてまず、土盛りの素朴な墓が発生し、そのうち巨大な支石墓へ発展したのだと考えられている。その後、紀元前3500年頃に巨大な支石墓が激減し、小規模な支石墓へ移行しているが、このことは上級階層を中心とする社会構造が崩壊し、民主的な共同体にとって代わられたことを示唆している。最終的に紀元前2000年頃、西ヨーロッパの支石墓は消滅したとされる。
支石墓は、元来、小石などにより覆われていたが、現在ではその多くが風雨により流され、巨石が露出してしまっている。
西ヨーロッパに見られる支石墓は、ブルトン語でdolmen（ドルメン）という。フランス・ブルターニュ地方に多く見られたことから、当地のブルトン語で「石の机」を意味するdol menを語源としている。また、ウェールズ語に由来するcromlechと呼ばれることもある。ドイツ語ではHünengräber、オランダ語ではHunebedといい、いずれも巨人による築造を暗示する語である。
Hunebedは、ドルメンによく似た形式の石室墓で、新石器時代中期（Funnelbeaker文化）の頃に始まっている。Hunebedは、まず長方形の石室があり、その長辺の片側に羨道が設けられ、そして石室は楕円形の墳丘に覆われるとともに、その周囲に縁石が置かれた。より複雑な構造を持つものもある。
ドイツのメクレンブルクやポモージェでは、都市や町の建設の際に、建築や道路の材料として墓の巨石が使われ、多くのドルメンが失われた。それでもヨーロッパには数千基のドルメンが現存しており、フランスに4000基、イギリスに2000基、ドイツのリューゲン島だけで1000基以上が残されている。
ヨーロッパにおける支石墓の主な作り手は、ハプログループG2a (Y染色体)と考えられる。

## 東アジア

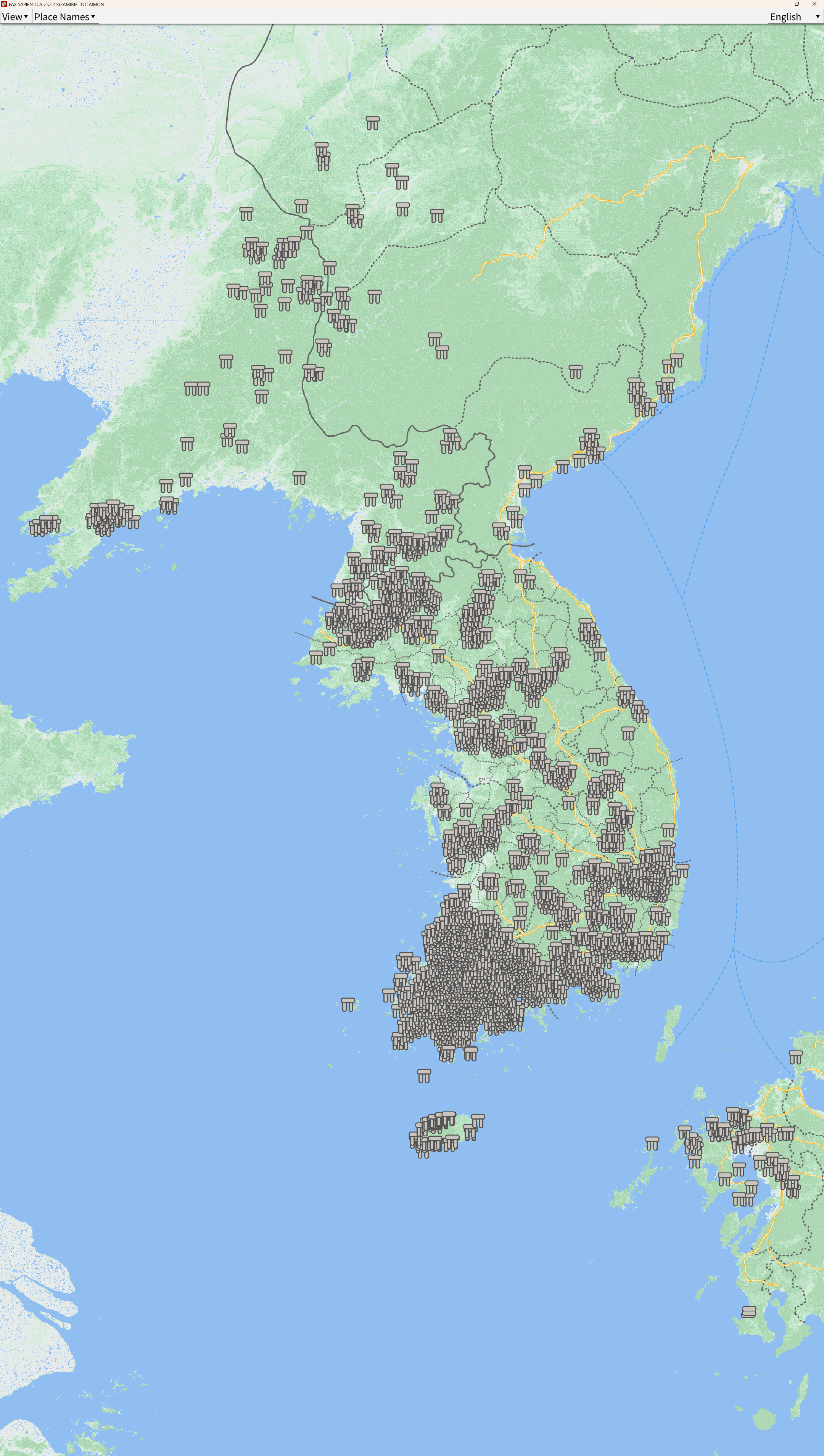
東アジアにおける支石墓の分布

旧満州及び朝鮮半島、日本の九州北部を中心とした地域まで分布がみられる。
朝鮮半島では紀元前500年頃（無文土器時代）に見られ、遺構は半島のほぼ全域で見られ（約4-6万基とされる）、世界の支石墓の半数が朝鮮半島にあるといわれている。北方式と南方式のおおよその境界は全羅北道付近とされる。また、天井石が碁盤状を呈するなど多様な類型を示していることも、朝鮮半島の支石墓の特徴である。紀元前後になると、銅剣（細型銅剣）が副葬されるようになった。朝鮮半島において、分布が特に顕著なのは半島南西地域と半島東南地域である。同地域ではもっとも多い場所で500-600基の支石墓が群集している。支石墓は朝鮮半島の先史時代を大きく特徴づけており、2000年には高敞、和順、江華の支石墓群が世界遺産に登録された。朝鮮半島の南部には、支石の低い碁盤状支石墓（南方式支石墓）があり、北部には支石が高い卓上支石墓（北方式支石墓）が分布している。
日本では縄文時代晩期の長崎県に出現しており（原山支石墓群や大野台支石墓群など）、同県のものに特徴的な屈葬や箱式石棺を伴う。日本の支石墓は、弥生時代前期が終わる頃に、ほぼ終焉を迎えている。
- 詳細は弥生時代の墓制の項を参照。

## その他の地域

### 中東
中東では、イラン高原やゴラン高原（現イスラエル）で支石墓が営まれたとされる。

### インド
インドには古代の巨石遺跡が約4000箇所ほどあるが、明確に支石墓と見られるものは、紀元前1000年頃の南インドに出現した。

## 各地の支石墓

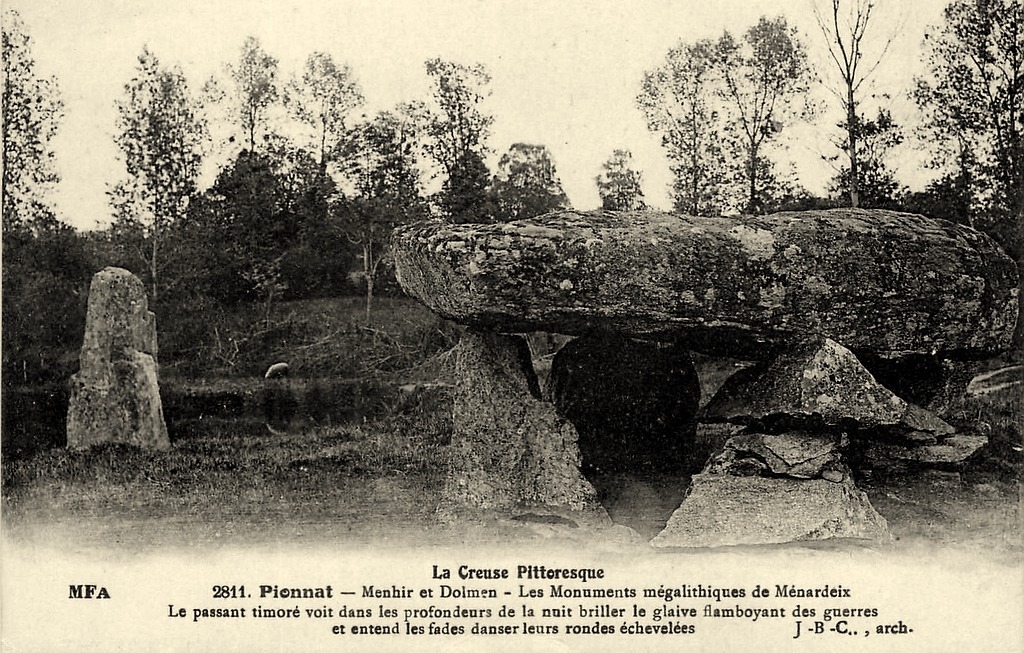
Ménardeix のドルメン （1920年ころ）
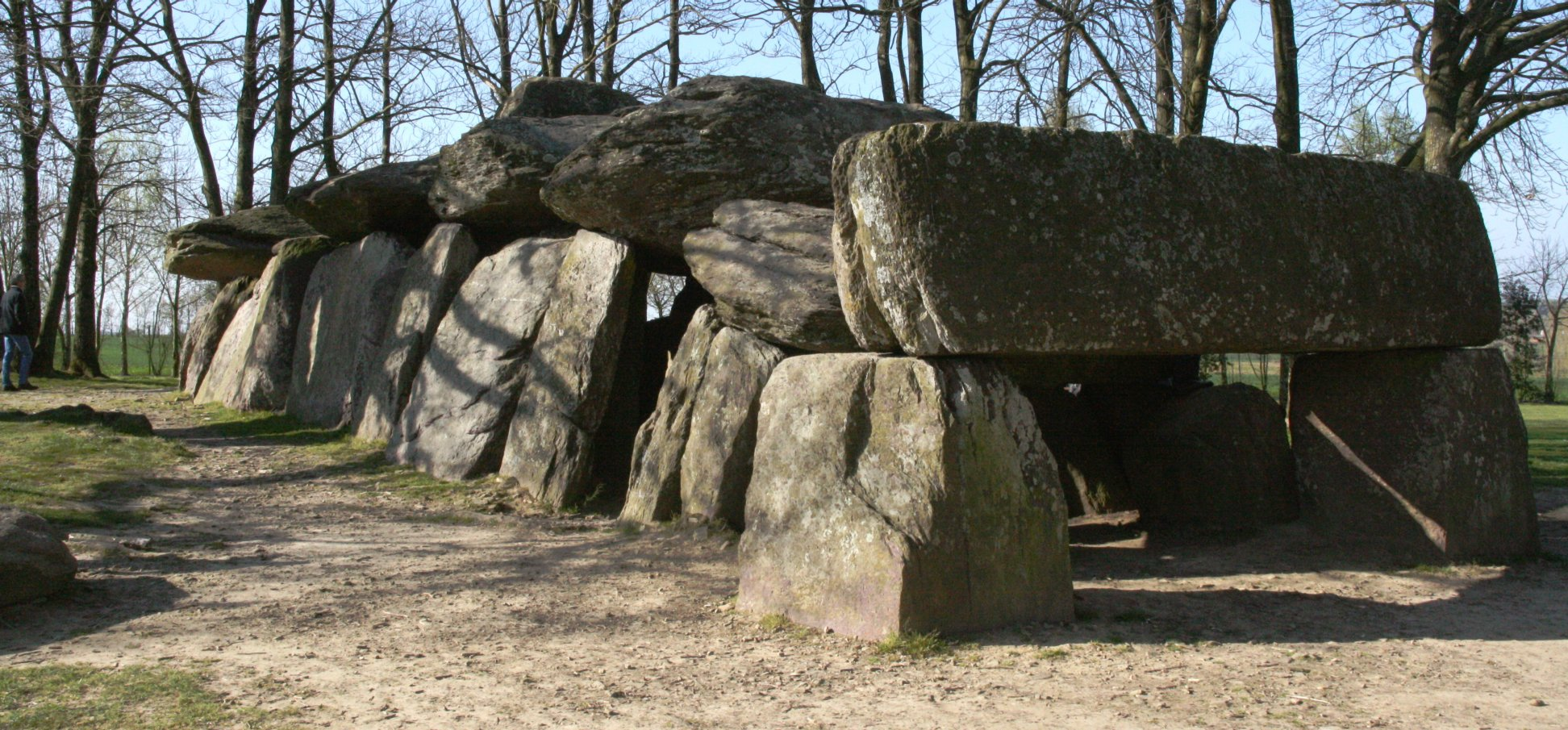
フランス、ブルターニュの ラ・ロッシュ＝オー＝フェ
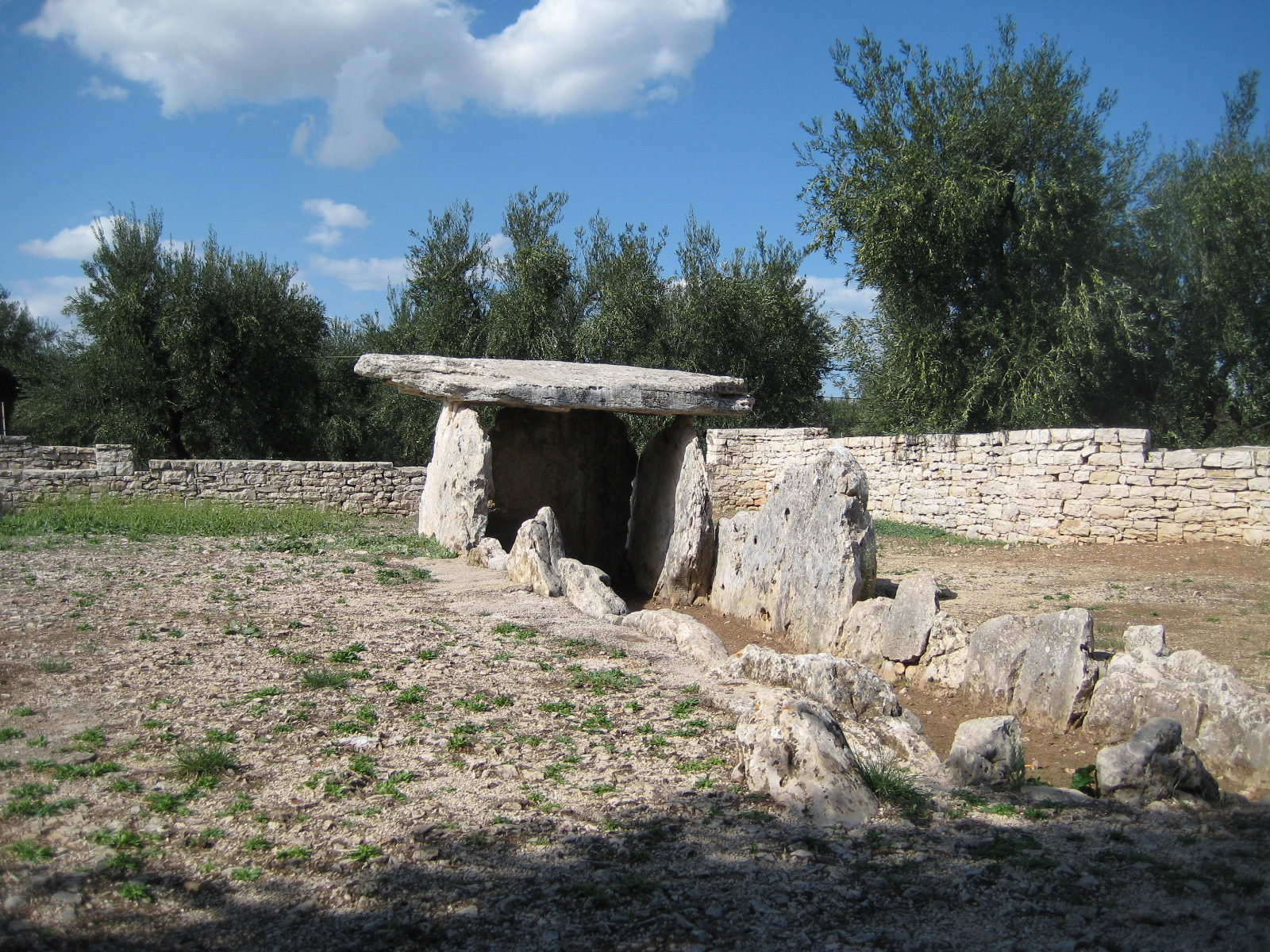
イタリア、プッリャ州のドルメン、Chiancaのドルメン
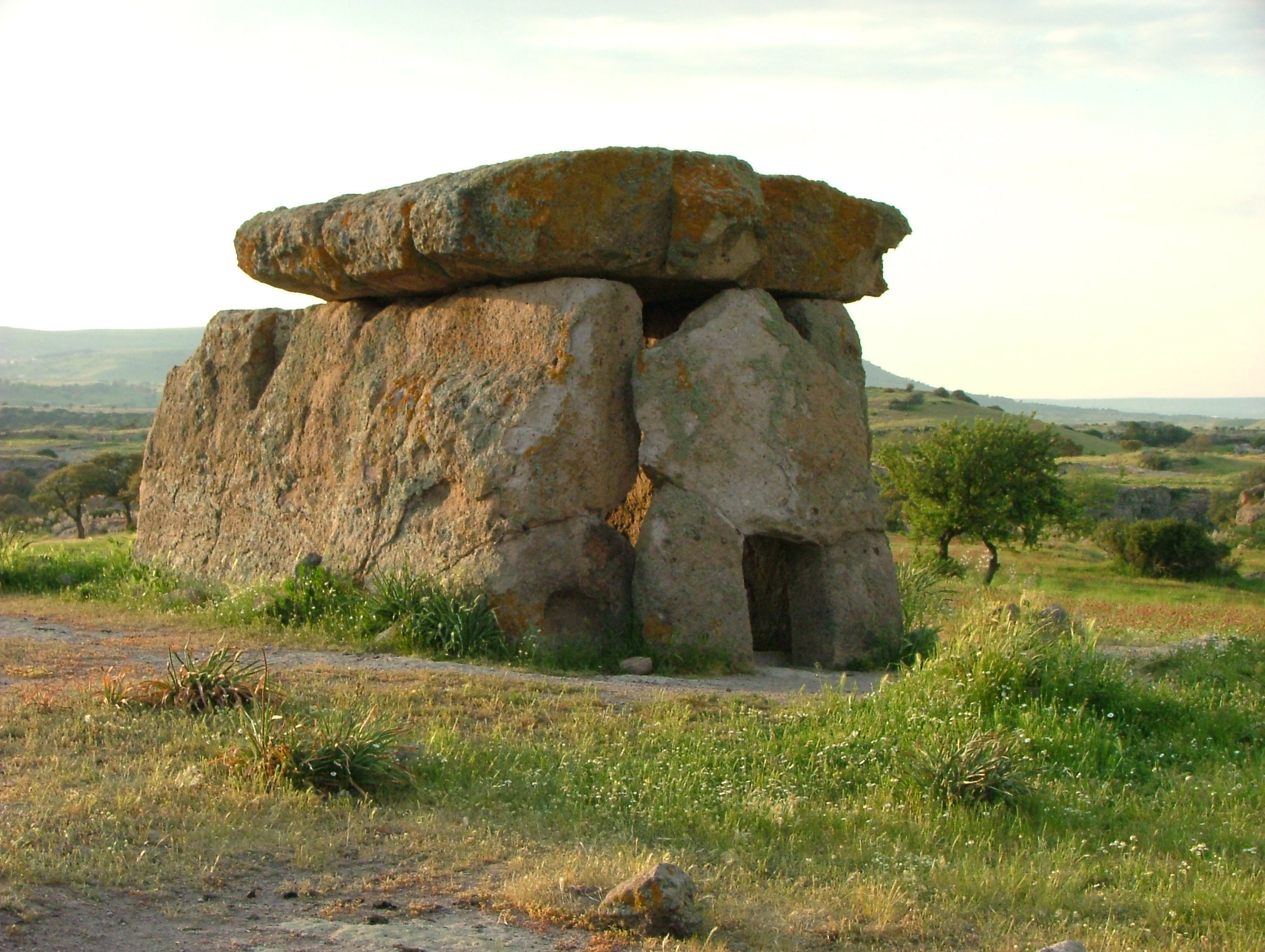
イタリア、サルデーニャのドルメン、Sa Coveccada
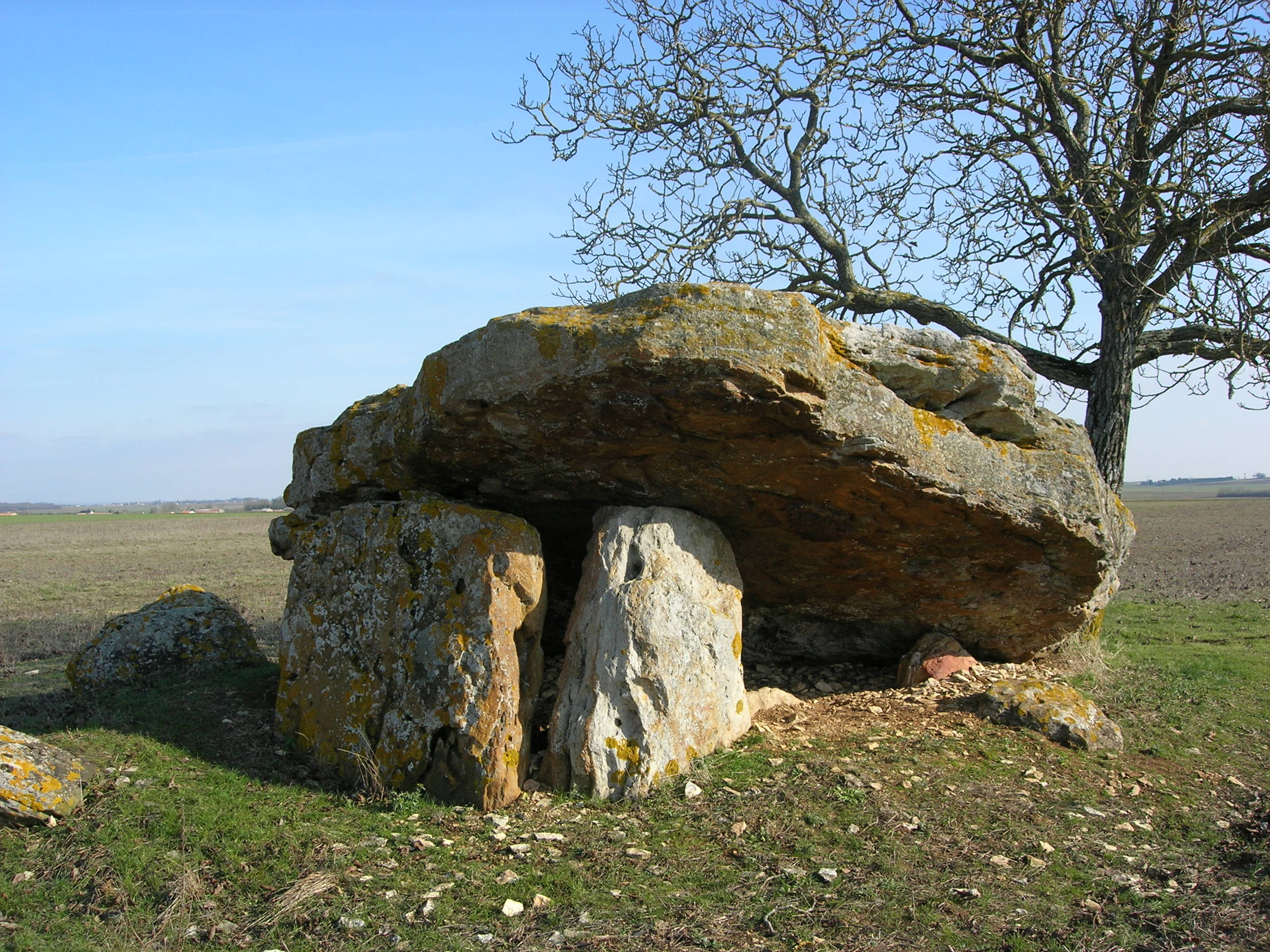
フランス、 ポワトゥーのドルメン
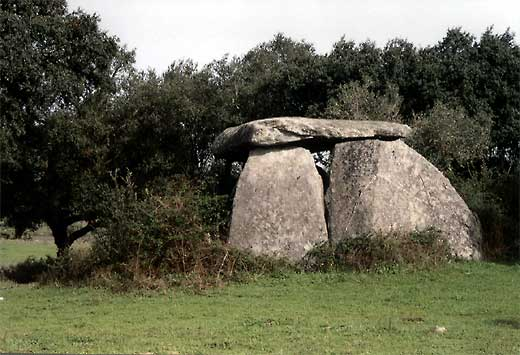
ポルトガル、Paço das Vinhasのドルメン
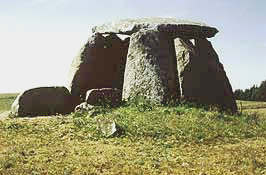
ポルトガル、エヴォラのドルメン
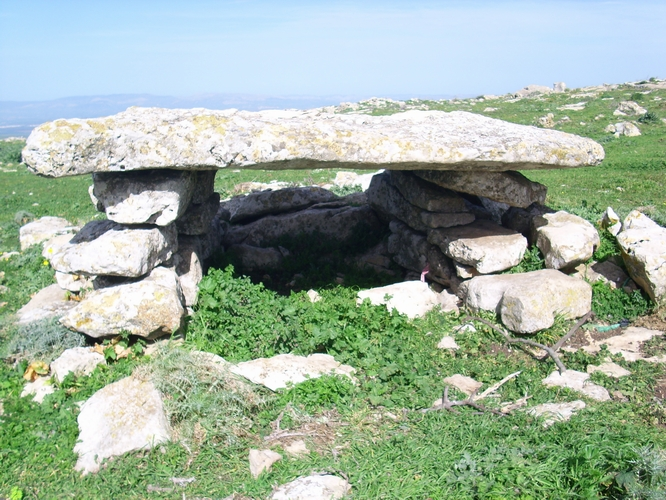
チュニジア、ThibarのDolmen du Djebel Gorra
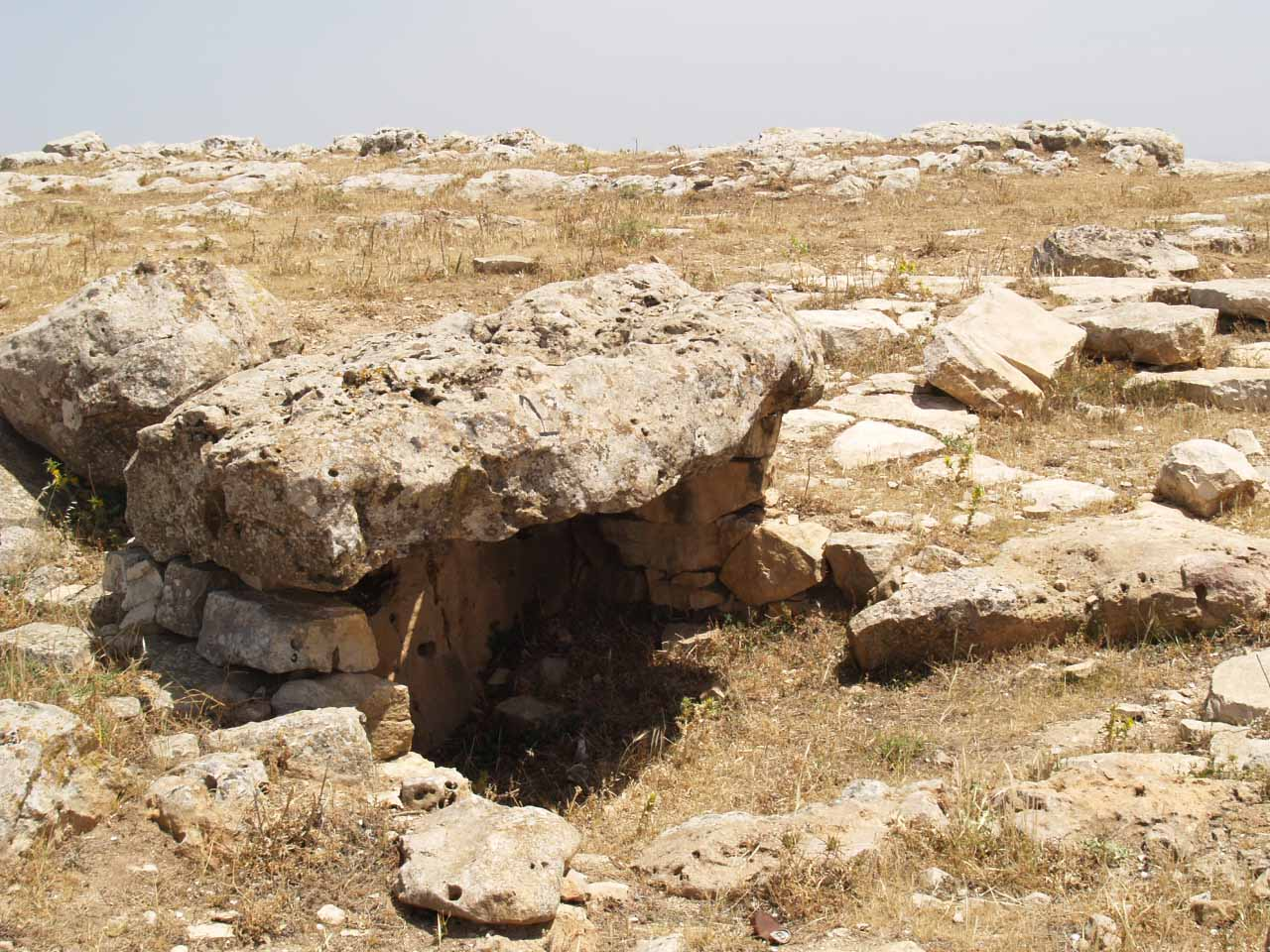
チュニジアのDolmen de Dougga
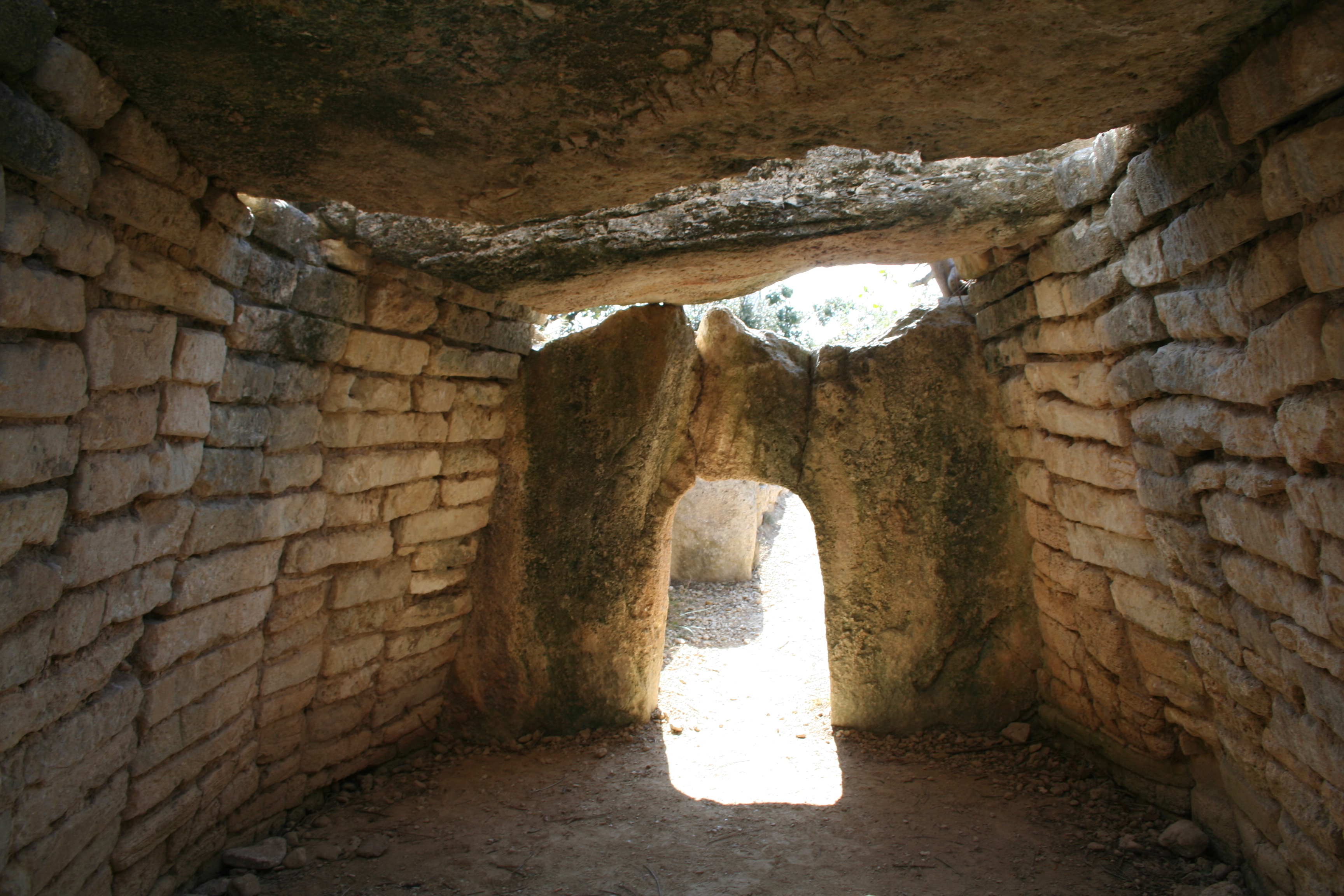
Vue intérieure vers l'entrée du dolmen de Gallardet（フランス）
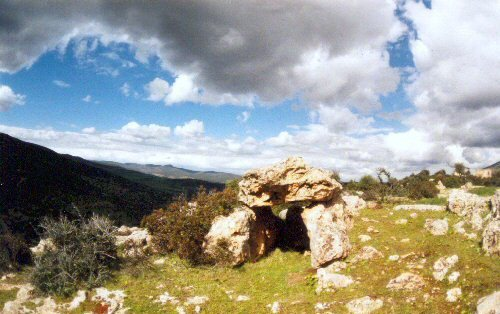
Vestiges de Roknia アルジェリア、ゲルマのDolmen à Roknia
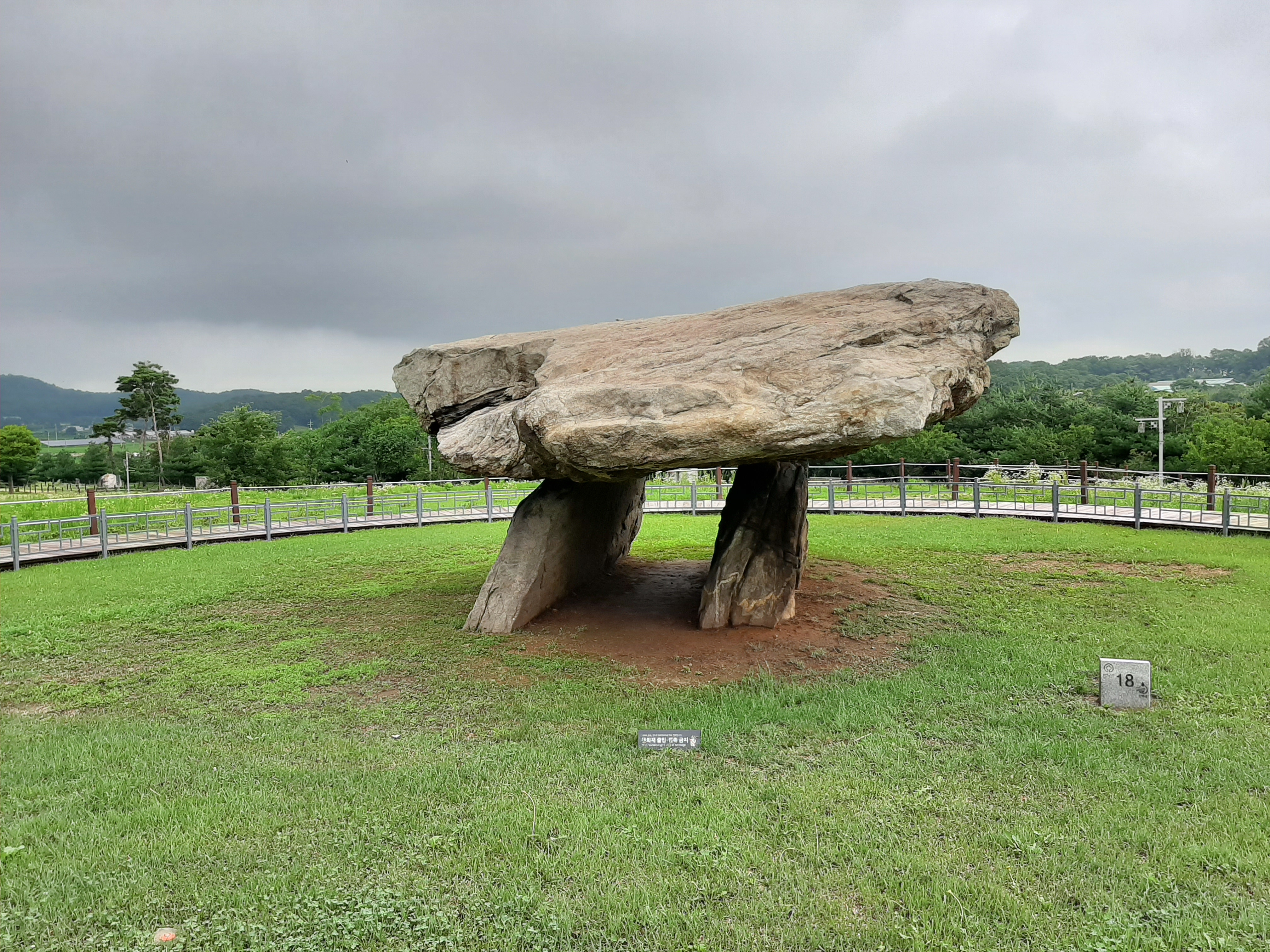
江華島の支石墓（韓国）
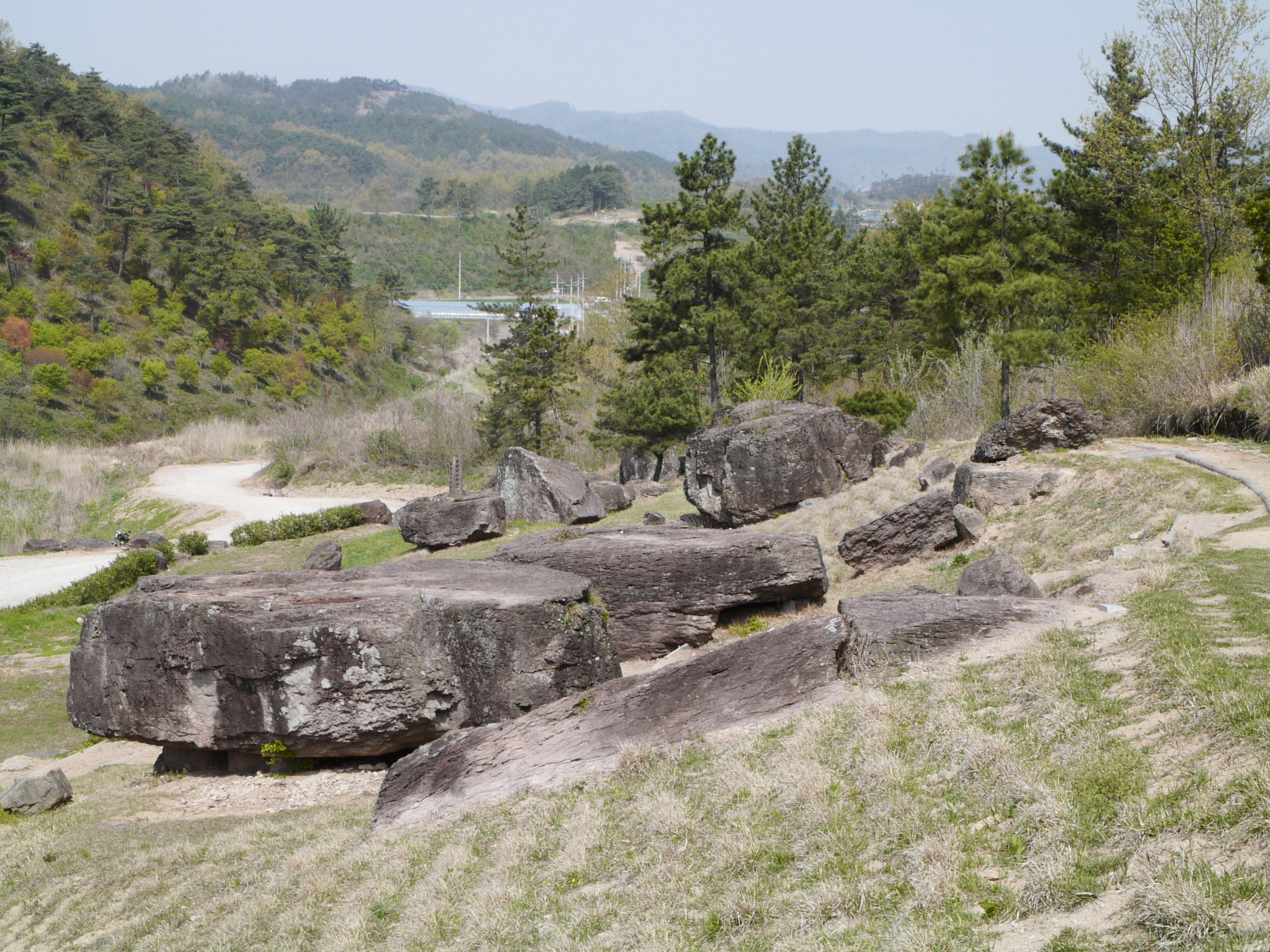
和順の支石墓（韓国）
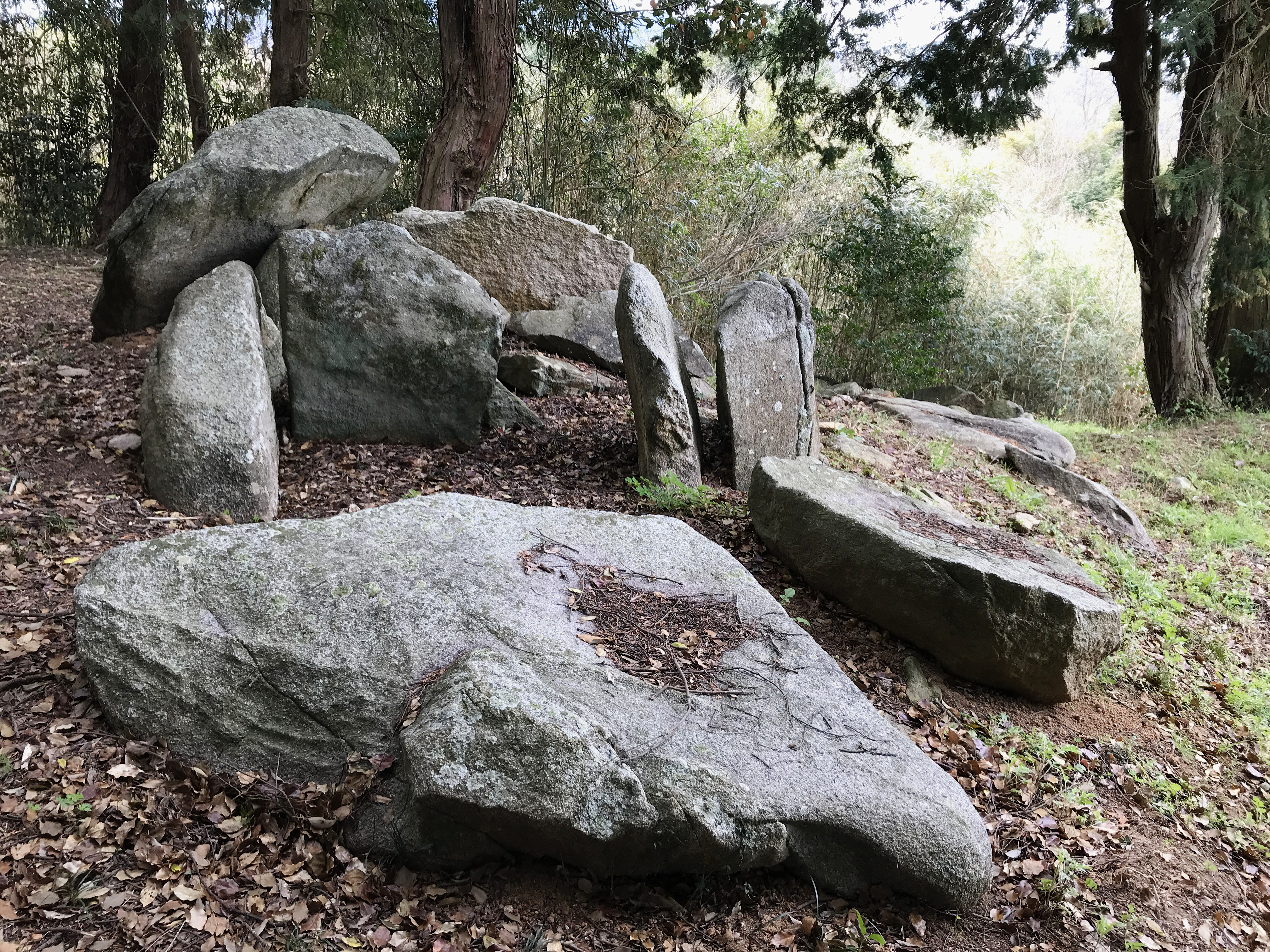
葉山尻支石墓群（佐賀県）

### その他
その他、インドネシア・南アメリカ・北部アフリカに見られる。